# Chahna
Chahna è un comune dell'Algeria, situato nella provincia di Jijel.